# Open Sud de France 2025 - Qualificazioni singolare

## Teste di serie
1. Aleksandar Kovacevic (qualificato)
2. Matteo Gigante (primo turno)
3. Hugo Grenier (ultimo turno)
4. Térence Atmane (ultimo turno)

1. Alejandro Moro Cañas (primo turno, ritirato)
2. Constant Lestienne (qualificato)
3. Pablo Carreño Busta (ultimo turno)
4. Titouan Droguet (ultimo turno, ritirato)

## Qualificati
1. Aleksandar Kovacevic
2. Nikoloz Basilashvili

1. Alibek Kachmazov
2. Constant Lestienne

## Tabellone

### Sezione 1
|  | Primo turno | Primo turno          | Primo turno          | Primo turno | Primo turno |  |  | Ultimo turno | Ultimo turno         | Ultimo turno         | Ultimo turno | Ultimo turno |  |
|  |             |                      |                      |             |             |  |  |              |                      |                      |              |              |  |
|  | 1           | Aleksandar Kovacevic | Aleksandar Kovacevic | 7           | 6           |  |  |              |                      |                      |              |              |  |
|  | Alt         | Robin Bertrand       | Robin Bertrand       | 64          | 4           |  |  | 1            | Aleksandar Kovacevic | Aleksandar Kovacevic | 6            | 7            |  |
|  |             | Dalibor Svrčina      | Dalibor Svrčina      | 4           | 5           |  |  | 7            | Pablo Carreño Busta  | Pablo Carreño Busta  | 3            | 64           |  |
|  | 7           | Pablo Carreño Busta  | Pablo Carreño Busta  | 6           | 7           |  |  |              |                      |                      |              |              |  |

### Sezione 2
|  | Primo turno | Primo turno          | Primo turno          | Primo turno | Primo turno |  |  | Ultimo turno | Ultimo turno         | Ultimo turno | Ultimo turno | Ultimo turno |  |
|  |             |                      |                      |             |             |  |  |              |                      |              |              |              |  |
|  | 2           | Matteo Gigante       | Matteo Gigante       | 3           | 5           |  |  |              |                      |              |              |              |  |
|  |             | Nikoloz Basilashvili | Nikoloz Basilashvili | 6           | 7           |  |  |              | Nikoloz Basilashvili | 3            | 6            | 5            |  |
|  |             | Valentin Royer       | 6                    | 3           | 64          |  |  | 8            | Titouan Droguet      | 6            | 3            | 4r           |  |
|  | 8           | Titouan Droguet      | 4                    | 6           | 7           |  |  |              |                      |              |              |              |  |

### Sezione 3
|  | Primo turno | Primo turno          | Primo turno          | Primo turno | Primo turno |  |  | Ultimo turno | Ultimo turno     | Ultimo turno | Ultimo turno | Ultimo turno |  |
|  |             |                      |                      |             |             |  |  |              |                  |              |              |              |  |
|  | 3           | Hugo Grenier         | 3                    | 6           | 6           |  |  |              |                  |              |              |              |  |
|  |             | Calvin Hemery        | 6                    | 1           | 2           |  |  | 3            | Hugo Grenier     | 7            | 2            | 1            |  |
|  |             | Alibek Kachmazov     | Alibek Kachmazov     | 6           | 4           |  |  |              | Alibek Kachmazov | 64           | 6            | 6            |  |
|  | 5           | Alejandro Moro Cañas | Alejandro Moro Cañas | 3           | 0r          |  |  |              |                  |              |              |              |  |

### Sezione 4
|  | Primo turno | Primo turno        | Primo turno        | Primo turno | Primo turno |  |  | Ultimo turno | Ultimo turno       | Ultimo turno       | Ultimo turno | Ultimo turno |  |
|  |             |                    |                    |             |             |  |  |              |                    |                    |              |              |  |
|  | 4           | Térence Atmane     | 6                  | 4           | 6           |  |  |              |                    |                    |              |              |  |
|  | WC          | Clément Chidekh    | 4                  | 6           | 4           |  |  | 4            | Térence Atmane     | Térence Atmane     | 4            | 0            |  |
|  | WC          | Benoît Paire       | Benoît Paire       | 0           | 4           |  |  | 6            | Constant Lestienne | Constant Lestienne | 6            | 6            |  |
|  | 6           | Constant Lestienne | Constant Lestienne | 6           | 6           |  |  |              |                    |                    |              |              |  |